# Dermot Curtis

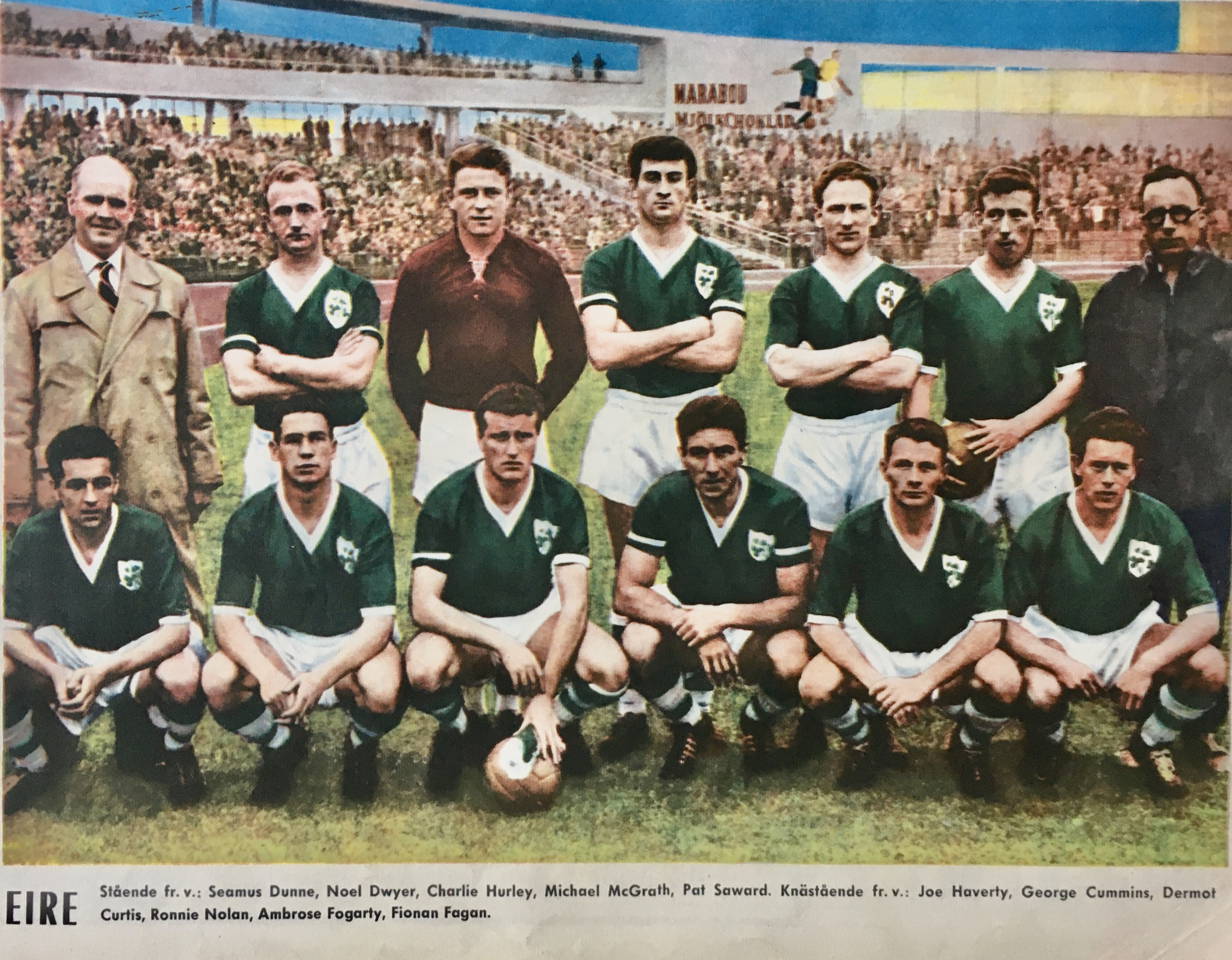
Die irische Fußballnationalmannschaft aus dem Jahre 1960; von links, oben: Seamus Dunne, Noel Dwyer, Charlie Hurley, Michael McGrath, Pat Saward; von links, unten: Joe Haverty, George Cummins, Dermot Curtis, Ronnie Nolan, Ambrose „Amby“ Fogarty und Fionan „Paddy“ Fagan.

Dermot Patrick Curtis (* 26. August 1932 in Dublin; † 1. November 2008 in Exeter) war ein irischer Fußballspieler. Der Mittelstürmer war Teil von Ipswich Town, das zu Beginn der 1960er-Jahre in die erste Liga aufstieg und im Jahr darauf überraschend die Meisterschaft unter dem späteren Weltmeistertrainer Alf Ramsey gewann. Er war dabei jedoch zumeist hinter den „gesetzten“ Ray Crawford und Ted Phillips nur Ersatz.

## Sportlicher Werdegang
Der in der irischen Hauptstadt geborene Curtis wuchs mit sieben Geschwistern im Stadtteil Drimnagh auf. Knapp zehn Kilometer entfernt lag der Shelbourne Park entfernt und dorthin pflegte er als Junge zweimal pro Woche zum Fußballtraining zu radeln. Er erarbeitete sich dann zu Beginn der 1950er-Jahre bei seinem Heimatverein Shelbourne FC die ersten sportlichen Meriten und besonders mit seinem Sturmpartner Rory Dwyer harmonierte er in der Saison 1954/55 gut und die beiden erzielten gemeinsam 35 Tore. Curtis galt dabei als sehr kopfballstark, wobei dies deswegen außergewöhnlich war, da er für einen Mittelstürmer vergleichsweise klein war. Erstmals in den internationalen Fokus katapultierte er sich im Jahr 1956, in dem er mit guten Leistungen in der irischen Nationalmannschaft auf sich aufmerksam machte. Dabei war speziell das 3:0 gegen den amtierenden Weltmeister aus Deutschland Ende November 1956 zu nennen. Bereits im folgenden Monat wagte er den Schritt in den englischen Profifußball und schloss sich dem Zweitligisten Bristol City an.
In Bristol schoss er in gut anderthalb Jahren 16 Tore in 26 Ligaspielen und zog dann im September 1958 weiter zum Ligakonkurrenten Ipswich Town. Dort war er zwar Teil einer erfolgreichen Mannschaft, die zunächst 1961 in die höchste Spielklasse aufstieg und im Jahr darauf überraschend die englische Meisterschaft gewann, aber zum Titelgewinn trug er nur marginal bei. Er stand stets im Schatten der beiden Torjäger Ray Crawford und Ted Phillips, weshalb ihn Trainer Alf Ramsey in der Meistersaison 1961/62 nur in vier Ligapartien einsetzte – zu selten für den Erhalt einer offiziellen Medaille. Dessen ungeachtet war Curtis’ Zeit in Ipswich nicht ohne Erfolg, da ihm in 41 Ligaspielen immerhin 17 Tore gelangen.
Im Sommer 1963 überzeugte ihn dann Les Kerslake als Vereinsdirektor des unterklassigen Exeter City zu einem Wechsel in den englischen Südwesten. Insgesamt verbrachte Curtis fünf Spielzeiten in Exeter und war dort unumstrittener Stammspieler – dazu war er auch der erste Nationalspieler in Exeters Reihen. Unterbrochen wurde das Engagement nur in der Spielzeit 1966/67, als er ein Jahr für Torquay United spielte. Zwei Jahre nach seiner Rückkehr ließ er dann beim Amateurklub AFC Bideford seine aktive Laufbahn ausklingen. Er behielt seinen Wohnsitz anschließend in Exeter und dort verstarb er Anfang November 2008 nach längerer Krankheit.